# 方柱翼手参
方柱翼手参（学名：Colochirus quadrangularis）为瓜参科翼手参属的动物。分布于斯里兰卡、孟加拉湾、印度尼西亚、菲律宾、澳大利亚以及中国大陆的福建、广东、广西、北部湾沿岸、海南等地，一般生活于潮间带到水深约100米的硬质底。该物种的模式产地在马六甲。